# WWE WrestleMania 21
WWE WrestleMania 21 è un videogioco di wrestling del 2005, sviluppato da Studio Gigante e pubblicato da THQ in esclusiva per Xbox su licenza World Wrestling Entertainment.
È il terzo videogioco della WWE ad essere pubblicato in esclusiva per Xbox dopo Raw (2002) e Raw 2 (2003).

## Caratteristiche
Nel videogioco sono presenti tutti (o quasi) i lottatori della WWE più alcune leggende del passato come André the Giant, "Superfly" Jimmy Snuka, The Rock e Bret "The Hitman" Hart. Inoltre è possibile creare un proprio lottatore (con tanto di mosse e abbigliamento personalizzati) ed un proprio titolo. Si può condurre una carriera con il lottatore creato ed affrontare tutte le superstars più importanti della federazione.

## Modalità di gioco
Per quanto riguarda i match, oltre ai classici 1 contro1 e 2 contro 2, ci sono quasi tutti i match a stipulazione speciale più famosi come l'Hell In a Cell o il TLC match. Inoltre sono presenti la Battle Royal (con un massimo di 4 giocatori contemporaneamente) e la Royal Rumble. In più se si crea un profilo, con le vittorie ottenute si accumulano punti che servono a sbloccare contenuti extra, come le arene più importanti, le leggende, le fotografie dei lottatori e delle Divas della WWE, accessori da poter utilizzare nella modalità "crea una superstar" e molto altro ancora.

## Roster
| Uomini | Uomini | Donne                                         | Donne                 | Leggende                                                            |
| Raw | SmackDown! | Raw                                           | SmackDown!            | Leggende                                                            |
| --- | --- | --------------------------------------------- | --------------------- | ------------------------------------------------------------------- |
| - Batista - Chris Benoit - Chris Jericho - Christian - Edge - Eugene - Garrison Cade - The Hurricane - Kane - Matt Hardy - Randy Orton - Rhyno - Ric Flair - Shawn Michaels - Shelton Benjamin - Tajiri - Triple H - Val Venis | - Big Show - Booker T - Bubba Ray Dudley - Charlie Haas - Chavo Guerrero - D-Von Dudley - Eddie Guerrero - John Bradshaw Layfield - John Cena - Kurt Angle - René Duprée - Rey Mysterio - Rob Van Dam - Scotty 2 Hotty - Spike Dudley - The Undertaker | - Jazz - Lita - Stacy Keibler - Trish Stratus | - Miss Jackie - Nidia | - André the Giant - Bret Hart - Jimmy Snuka - Mick Foley - The Rock |

## Arene
- Raw
- SmackDown!
- Heat
- Velocity
- Armageddon
- Backlash
- Bad Blood
- Judgement Day
- No Mercy
- No Way Out
- Royal Rumble
- SummerSlam
- Survivor Series
- Unforgiven
- Vengeance
- WrestleMania XX